# Йордан Варналиев
Йордан Петров (Петрев) Варналиев е български революционер, кратовски войвода на Вътрешната македоно-одринска революционна организация и Върховния македоно-одрински комитет.

## Биография
Йордан Варналиев е роден в 1883 година във Велес, тогава в Османската империя. Син е на Петър Йорданов Варналиев, търговец и съветник при Велешката българска митрополия. Племенник е на революционера Петър Михов. Завършва четвърти клас в българската мъжка гимназия в Солун. Влиза във ВМОРО и заедно с брат си Диме са сред първите революционни дейци във Велес. От 1901 година е четник, а по-късно организатор и войвода в Кратовско. На 11 март 1903 година четата му води сражение с турци при село Карбинци, Щипско.
Единственият оцелял в сражението четник Стоян Хаджиниколов Ковачев нарича Варналиев „неустрашимия до забрава юнак, който винаги биваше жизнерадостен и голям смехорник (майтапчия)“. Според Ковачев раненията Варналиев заявява: „Прости Македонийо, страна поробена! И на насъ гробове приготви, но ние не ти се сърдимъ! Опомни се македонецо и самъ поемни борбата слѣдъ насъ!“, след това запява Ботевата песен „Кажи ми кажи бедний народе, кой те в таз робска люлка люлее“ и се застрелва с последния си куршум.